# مظاهرات كوتشابامبا لعام 2000
مظاهرات كوتشابامبا لعام 2000, والمعروفة أيضا باسم حروب كوتشابامبا من أجل الماء, هي سلسلة من المظاهرات وقعت في كوتشابامبا في بوليفيا, ما بين شهري يناير 1999 و أبريل 2000.

## طلب البنك الدولي
نسبة إلى مجلة ذو إيكولوجيست في عدد لها صدر عام 2000، أعلن البنك الدولي أنه لن يجدد دَينا بقيمة 25 مليون دولار أمريكي إلى بوليفيا إذا لم تخصخص هاته الأخيرة الخدمات المتعلقة بالماء.

## وصلات خارجية
- PBS program NOW on the Water Wars نسخة محفوظة 15 أبريل 2013 at Archive.is
- الأحداث كما تراها شركة بكتل
- Jim Shultz's version of events
- Shultz's blog during the events
- "Leasing the Rain" June 2002 Co-Production of NOW with Bill Moyers and Frontline/World.
- "Bechtel battles against dirt-poor Bolivia: Nation severed water deal after hefty rate increases led to protests"
- "Cochabamba's Water Rebellion -- and Beyond" February 11, 2001 San Francisco Chronicle
- The Cochabamba Water Wars: Marcela Olivera Reflects on the Tenth Anniversary
- "Multinational Company Thwarted by Local Bolivian Community" July 21, 2000 BBC News
- "Protests in Bolivia" April 11, 2000 NPR's Morning Edition
- "Violence Erupts in Bolivia" April 8, 2000 BBC News
- أوليفيرا, أوسكار, "The voice of the People can dilute corporate power" Wednesday July 19, 2006 The Guardian
- Rocio Bustamante Zenteno, Researcher, Centro Andino para la Gestion y Uso del Agua (Centro AGUA), Universidad Mayor de San Simon, Cochabamba: The ‘Water War’ to resist privatisation of water in Cochabamba نسخة محفوظة 25 يناير 2016 على موقع واي باك مشين., 2002
- Dignity and Defiance: Stories from Bolivia’s Challenge to Globalization - video report on الديمقراطية الآن!